# Kiss István (gyógyszerész)
Nemeskéri Kiss István (Marcali, 1833. augusztus 1. – Nemesvid, 1884. február 29.), gyógyszerész, Marcali első gyógyszertárnak a harmadik tulajdonosa, Nemesvid első gyógyszertár alapítója, marcali és nemesvidi gyógyszertár tulajdonos.

## Családja és származása

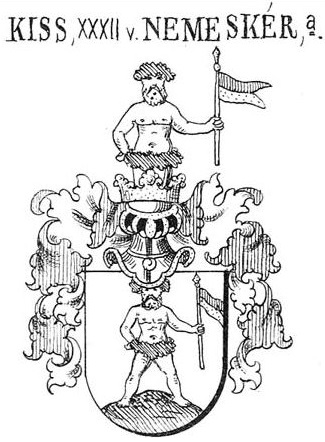
A nemeskéri Kiss család címere

A nemesi származású nemeskéri Kiss család sarja. Apja a pesti születésű nemeskéri Kiss Gábor (1794–1863), marcali gyógyszerész, anyja a Turóc vármegyei nemesi származású családból való duliczi Duliczky Franciska Rozália (1809–1888) úrnő volt. A nemesi címeres levelet ősapja, a Sopron vármegyei nemeskéri Kiss István és felesége, Birksy Erzsébet, 1637 december 29-én nyerték. Anyai ági őse Duliczky-Gabrhel (sic!) Mihály, 1737. május 20-án királyi adományként szerzett egy dulici birtokot III. Károly magyar királytól, amely tulajdona volt a rokonainak, a duliczi Bulyovszky családnak. Keresztapja, nemes Tasner Antal (1808-1861) ügyvéd, gróf Széchenyi István titkára, a Magyar Tudományos Akadémia levelező tagja volt. Kiss István leánytestvérei nemeskéri Kiss Antónia (1827–1909), horogszegi Szilágyi Gáspár (1820-1889), a Győri püspökség uradalmi kormányzójának a neje, Leitner Miksáné nemeskéri Kiss Ilona, nemeskéri Kiss Katalin (1841-1879), nemes Guttmann Frigyes (1842–1883), a Himod uradalmi ispánjának a neje, valamint fivérei a győrrévfalui lakos nemeskéri Kiss Miklós (1831–1897), 1848-as honvéd, és nemeskéri Kiss Gábor (1844-1929), királyi curiai bíró, a Lipót rend lovagja voltak. Unokahúga, nemeskéri Kiss Gábor királyi curiai bíró és Kränzlein Ida lánya, nemeskéri Kiss Irén (1887–1971), akinek a férje Heller Erik (1880—1958) büntetőjogász, egyetemi tanár, Magyar Tudományos Akadémia levelező tagja.

## Élete
Középiskolai tanulmányai befejezése után, nemeskéri Kiss István, apja és nagyapja szakmáját követve, gyógyszerészetet tanult; diplomáját 1857-ben szerezte meg Pesten. Az anyai nagyapja, duliczi Duliczky János (1769–1823) gyógyszerész által 1797-ben megalapított "Szentháromság" nevezetű marcali gyógyszertárát örökölte apja halála után. Nemeskéri Kiss Gábor (1794–1863), jómódú marcali patikus, igen hosszú ideig, 1825 és 1863 között, vitte az apósától örökölt marcali gyógyszertárat, amely egyben annak a városnak az első patikája volt. 1873-ban Kőrös Viktor gyógyszerésznek adta el a patikát, és a gyógyszerész segédjével, Beck Bélával, együtt Nemesvidre távoztak, ahol új gyógyszertárat nyitotta; Nemesvid első gyógyszertárát 1874-ben nemeskéri Kiss István alapította meg a "Megváltó" név alatt. 1883-ban meghalt Kiss István, ekkor özvegye mint a személyes üzleti jog haszonélvezője provisorokkal működtette tovább a nemesvidi gyógyszertárat, majd 1904-ben, amikor fia ifjabb Kiss István gyógyszerészi oklevelet szerzett, a gyógyszertári jogot ráruháztatta.
1884. február 29-én nemeskéri Kiss István a marcali és nemesvidi gyógyszertár tulajdonosa Nemesviden elhunyt.

## Házassága és gyermekei
1863. október 18-án Győr belvárosi plébániáján feleségül vette a győri római katolikus polgári Schandl családból való Schandl Alojzia Johanna (Győr, 1837. május 11.–Marcali, 1915. december 4.) kisasszonyt, akinek a szülei Schandl János (1799–1881), Győr szabad királyi város egyik képviselője az 1848–49-es forradalom és szabadságharc alatt, Győr város tanácsosa, dunaszentpáli földbirtokos, gyümölcskereskedő és Lakner Alojzia (1810–1879) voltak. Lakner Alojzia szülei Lakner Mátyás (1784–1860), a gróf Zichy család ószőnyi uradalom tiszttartója és Pachl Terézia (1791–1865) voltak. Nemeskéri Kiss Istvánné Schandl Alojziának az egyik leánytestvére Schandl Terézia (1830–1855), akinek a férje nemespanni Barta Adolf (1823–1894, köz- és váltóügyvéd Esztergomban, 1848-as honvéd), fivére Schandl Mátyás (1834–1914), főhercegi uradalmi főszámvevő József főherceg udvarában, földbirtokos, akinek nejétől csalai Kégl Bertától született a fia, Schandl Jenő (1873–1908) honvédszázados. Schandl Alojziának az egyik elsőfokú unokatestvére idősebb szalacsi és nagytanyi Szalachy Sándor (1835–1901), sződi földbirtokos, Pest vármegye bizottsági tagja; Szalachy Sándor anyja Szalachy Antalné Schandl Terézia (1802-1887), aki nemeskéri Kiss Istvánné Schandl Alojziának a nagynénje volt. Nemeskéri Kiss István és Schandl Alojzia házasságkötésénél a tanúk a vőlegény részéről, annak a sógora, horogszegi Szilágyi Gáspár (1820–1889), a Győri püspökség uradalmi kormányzója, és a menyasszony részéről, a saját sógora tótváradjai Kornis Pál (1824–1876), ügyvéd, földbirtokos, akinek a neje Schandl Klementina (1835–1884) volt. Házasságukból született:
- Nemeskéri Kiss István (szül: Ödön Gáspár János István) (Marcali, 1864. augusztus 13.–Kaposvár, 1922. február 7.), nemesvidi gyógyszerész. Neje: Douglas Vilma (Szigetvár, 1872. június 23.–Kaposvár, 1952. november 29.).[18][19]
- Nemeskéri Kiss Endre János Gábor (Marcali, 1865. november 7.–Lutków, 1915. május 18.), okleveles gazdász, királyi járásbírósági végrehajtó, tartalékos magyar királyi honvéd hadnagy.[20] Felesége: nagyjeszeni Jeszenszky Kornélia (Nagyszentmiklós, 1870. november 15.–Balatonszepezd, 1958. február 10.). Kiss Endre és Jeszenszky Kornélia gyermeke: vitéz nemeskéri Kiss István (1894–1967), altábornagy volt.
- Nemeskéri Kiss Erzsébet Mária Klementina Alojzia (Marcali, 1867. március 14.–Nemesvid, 1888. március 1.). Férje: persai Persay Gyula (Áporka, Pest-Pilis-Solt-Kiskun vármegye, 1855. március 14. – Nova, Zala vármegye, 1924. november 24.), novai gyógyszerész, a "Nova és Vidéke Takarékpénztár Részvénytársaság" vezérigazgatója, Zala vármegye bizottsági tagja, birtokos.[21]
- Nemeskéri Kiss Margit (Szül: Mária Margit Martina) (Marcali, 1868. szeptember 15.–Marcali, 1916. február 4.).[22] Férje: László Gusztáv Alajos (Dombóvár, 1847. június 20.–Keszthely, 1902. december 26.), marcali köz- és váltó ügyvéd, a Marcali Takarékpénztár Rt. aligazgatója és cégvezetője, a zalaegerszegi ügyvédi kamarának a választmányi tagja.[23]
- Nemeskéri Kiss Imre János István (Marcali, 1870. július 30.–Debrecen, 1892. november 11.), gazdasági int. tanuló.[24]
- Nemeskéri Kiss Gabriella Etelka Mária (Marcali, 1873. december 15.–Marcali, 1874. március 11.)[25]